# Clivunellidae
De Clivunellidae zijn een familie van uitgestorven weekdieren uit de klasse van de Gastropoda (slakken).

## Geslacht
- Clivunella Katzer, 1918 †
- Delminiella Kochansky-Devidé & Slišković, 1972 †
- Neoclivunella Kochansky-Devidé & Pikija, 1976 †
- Neodelminiella Kochansky-Devidé & Pikija, 1976 †